# Kirchspiel Elberfeld
Das Kirchspiel Elberfeld war ein im Spätmittelalter gegründetes Kirchspiel im Bereich der späteren Großstadt Elberfeld, heute Stadtteil von Wuppertal. Das Kirchspiel war insbesondere im frühen 19. Jahrhundert eine kommunale Gebietskörperschaft innerhalb der Oberbürgermeisterei Elberfeld.

## Geschichte
Das Kirchspiel wurde um das Jahr 1300 gegründet, als den Bewohnern des Bereichs des späteren bergischen Amts Elberfeld (ab 1427) eine eigene Pfarrei zugestanden wurde. Zuvor gehörte der Bereich zum Kirchspiel Hilden im Neusser Dekanat.
In der frühen Neuzeit besaßen die Bewohner der Freiheit und ab 1610 Stadt Elberfeld gegenüber den Bewohnern der umgebenden Höfe der Außenbürgerschaft Elberfeld Privilegien, die mit den verliehenen Freiheits- bzw. Stadtrechten einhergingen. Sowohl die Stadt als auch die Außenbürgerschaft gehörten kirchlich dem Kirchspiel Elberfeld und verwaltungstechnisch dem Amt Elberfeld an.
Nach der napoleonischen Inbesitznahme des Herzogtum Bergs führten die Franzosen ab 1806 moderne Kommunalstrukturen ein. Elberfeld behielt seinen Status als Stadt und das Kirchspiel, das bereits seit vorfranzösischer Zeit in einzelne Rotten unterteilt war, wurde als eine Art Landgemeinde der Mairie Elberfeld zugeordnet. Die dem Kirchspiel angehörigen Rotten waren die Hülsbecker Rotte, Steinbeck- und Arrenberger Rotte, Pickertsberger Rotte, Dorper Rotte, Katernberger Rotte, Mirker Rotte, Uellendahler Rotte, Fuhrter Rotte, Holz und Eichholzer Rotte und Hahn und Hipkendahler Rotte.
Im Jahr 1797 wurden für das Kirchspiel (ohne Stadt) 714 Familien, 489 Feuerstätten, 2.250 bergische Morgen Ackerland, 404 berg. Morgen Wiesen, 1.138 berg. Morgen Wald, sowie 37 Pferde für Warentransporte und 587 Ochsen und Kühe verzeichnet.
Nach Abzug der Franzosen und Übergang des Herzogtums an Preußen wurden die neuen Verwaltungsstrukturen beibehalten und die Mairie Elberfeld in die Oberbürgermeisterei Elberfeld umgewandelt. Die Oberbürgermeisterei bestand wie in der Franzosenzeit aus der Stadt Elberfeld als Stadtbezirk und dem eine eigene Gebietskörperschaft bildenden Kirchspiel Elberfeld (ohne die Stadt) als Landbezirk.
Die Topographisch-Statistische Beschreibung der Königlich Preußischen Rheinprovinzen von 1830 listet die Wohnplätze des Kirchspiels mit Einwohnerzahlen auf. Laut der Beschreibung gehörten zum Kirchspiel:
- 32 Weiler: Am Anschlag (104 Einwohner), Arrenberg (389), am Bäumgen (89), In der Beek (87), Bergersheide (38), Bratwurst (30), Bruch (10), Buschhäuschen (28), An der Dalster (18), Distelbeck (107), Döppersberg (298), Am Dornberg (138), An der Duckmaus (49), Grifflenberg (97), Grünewald (31), aufm Hahn und Hipkendahl (206), Hohlenweg (16), vorm Holz (138), Mirken (616), Nützenberg (36), Ophof (138), Osterbeck (47), Otterbruch (66), Pickertsberg (36), Rutenbeck (69), Steinbeck oder Steinbach (156), am Trübsaal (158), Uellenthal oder Uellendahl (564), Vogelsang (39), Windfoche (207) und Unter-Steinbeck (130)
- 39 Höfe: Brückenhäusgen (39), aufm Dorp (98), an der Eick (11), Eickholz oder Eichholz (36), Eschenbeek oder Eschenbach (11), Esgenberg oder Eskesberg (19), Falkenberg (99), Am Haken (einzelne Höfe, 47), aufm Hackland (11), am Hammerklott (12), Hatzenbeck (zwei Höfe, 78), am Hessen (16), vorm Holz (drei Höfe, 168), an den Hütten (einzelne Höfe, 43), Katernberg (einzelne Höfe, 178), am Kuckelsberg (drei Höfe, 119), an der Lanteer (13), Leimbruch (mehrere Höfe, 45), An der Leyen (26), Lohrenbeck (zwei Höfe, 11), Neuenhaus (zwei Höfe, 25), an der Null (zwei Höfe, 35), in der Null (16), aufm Rath oder Metzmachers Rath (drei Höfe, 138), an dem Rennbaum (8), am Röttchen (24), auf dem Rohm (26), an der Roster (25), Schaafstall (19), aufm Scheid (45), am Siepen (48), am Sültenkopf (41), Varresbeck (zwei Höfe, 68), Volgelsau (zwei Höfe, 40), auf der Weide (6), Am Winkel (einzelne Höfe, 40), Wüstenhof (einzelne Höfe, 40) und Dorrenberg (einzelne Höfe, 99)
- Die Straße Aue mit 1696 Einwohnern
- Zwei Bauernhöfe: Am Acker (20), Uellenberg (56)
- 28 einzelne Häuser und Etablissements: Deckershäusgen (28), Buhl (28), Freudenberg (24), Gelpe (mehrere Häuser, 158), Funkloch (47), Kiepe (19), in den Birken (10), Hülsbeck (mehrere Häuser, 139), am Häusgen (18), in den Hülsen (32), Kaisershaus oder Kaisersbusch (16), Kempershäusgen (43), aufm Kothen (46), Kupferhütte (mehrere Häuser, 63), Klefkoth (26), Lipkes Katernberg (19), Langerfeld (40), Hohlenscheid (mehrere Häuser, 118), Liebertshäusgen (9), Sandplatz (20), Röttchen (8), Stolzenbeck (26), Schörren (21), auf der Straßen (10), Schockel (19), Stockmannsmühle (42), Wattermannshäusgen (11) und Vollmershäusgen (9).

Die Rotten wurden 1838 in Sektionen des Landbezirks überführt. Erst mit der preußischen Kommunalreformen 1845 endete der Status des Kirchspiels als kommunale Gebietskörperschaft und der Landbezirk wurde zusammen mit dem Stadtbezirk zur späteren Großstadt Elberfeld vereint.